# ابن غراب
القَاضِي الأميرُ سَعَد الدِّينِ إِبرَاهِيْم بن عِلْم الدِّينِ عَبد الرَّزَّاقُ بن شَّمْسُ الدِّينِ غراب القبطي السكندري المصري والشهير اختصارًا بِـابن غراب (ولد في الإسكندرية 780هـ / 1378م - توفي بالقاهرة 20 رمضان 808هـ / 10 مارس 1406م)  هو أمير الأمراء في سلطنة المماليك و الحاكم الفعلي لها منذ 1399م أي منذ وفاة الظاهر برقوق استطاع ابن غراب الجمع بين وظائف أرباب القلم و أرباب السيوف كما كان له دور مشكور في تجاوز آثار المجاعة التي ضربت مصر بكسوة المحتاجين، وتوزيع الخبز والطعام على الفقراء، وبذل الأموال فى طرق الخير، واجتهد الرجل فى الأمر اجتهاداً محموداً.

## حياته

### نسبه
إبراهيم بن عبد الرزاق بن غراب، سعد الدين بن علم الدين بن شمس الدين ، كان جده غراب قبطي الأصل ومن نصارى الأسكندرية الذين أسلموا وباشروا العمل بالكتابة. وترقى في سلم الوظائف الديوانية حتى تولى نظر الأسكندرية قبل سنة (767 هـ / 1365 م) ، ثم اتهم ظلما بأنه كان ممن تواطأ مع القبارصة إبان غزوهم للمدينة في السنة المذكورة، فقبض عليه واليها ابن عرام وقتله تاركاً ابنه عبد الرزاق الذي حاز مثل وظيفة أبيه ومات في سنة (784 هـ / 1382 م)، مخلفاً ولدين صغيرين أكبرهما ماجد والأصغر إبراهيم الذي كان في الرابعة من عمره.

### نشأته وتدرجه في المناصب
لقد اقترنت نشأة إبراهيم بن عبد الرزاق بن غراب وشهرته فى دولة المماليك البرجية برجل من كبار رجالات الوظائف الديوانية آنذاك ؛ ذلكم هو أستاذه جمال الدين محمود ، الذى ترقى فى الوظائف حتى نال الأستادارية، فباشرها بحنكة ودهاء، كما صارت إليه مقاليد الدولة المالية، وتحكم فى الأموال السلطانية للظاهر برقوق وكثرت أمواله حتى تندر العامة على ذلك بقولهم: " ألان الله الحديد لداود والذهب لمحمود ". وحينما باشر العمل في الإسكندرية وقعت عيناه على إبراهم بن عبد الرزاق وهو طفل صغير دون العاشرة، و كان يكتب تحت كنف أخيه الأكبر ماجد، فاستلفت نظره قضمه إليه، ولاحت الجمال الدين محمود بوادر النجابة من إبراهيم، فقد كان غلاماً وسيماً تلوح في وجهه أمارات السعادة، وعليه علامات القبول ظاهرة، فقربه منه ولقبه بسعد الدين، وحمله معه إلى القاهرة في سنة (790 هـ / 1388 م) ، وهو ما يزال صبياً في العاشرة من عمره، ودربه في الكتابة حتى ألفن الحساب، وحدب عليه حتى مهر بسرعة كبيرة وجادت كتابته، وتعلم ابن غراب التركية حتى أجادها، فراق ذلك لسيده فجعله كاتباً الخاص أمواله، فتیاری ابن غراب في القيام بمهام عمله . وأحصى أموال أستاذه، وبرع في مباشرة مهام عمله حتى تمكن من قلب جمال الدين الأستادار وصار أعلم بشؤون أمواله منه.
فيما بعد قام بالاطاحة بجمال الدين محمود عن طريقة موالاة والي القاهرة ابن الطبلاوي و اطاح ايضا بابن طبلاوي في وقت لاحق و هكذا كان يطيح بكبار رجال الدولة و حتي أصبح أبرز رجال ظاهر برقوق وشارك معه في عدة حملات عسكرية ابرزها تحرير العراق من تيمورلينك و عند وفاة الظاهر برقوق أصبح أحد الاوصياء على الناصر فرج و استطاع أقناع الناصر فرج بعزل نفسه و الاختفاء في القاهرة و تنصيب أخيه المنصور عبد العزيز بن برقوق سلطان مكانه و في هذه اللحظة أصبح ابن غراب هو الحاكم الفعلي للدولة و السلطان الفعلي.

### فضله في تجاوز المجاعة
كان له دور مشكور في تجاوز آثار المجاعة التي ضربت مصر(في عهد الناصر فرج) بكسوة المحتاجين، وتوزيع الخبز والطعام على الفقراء، وبذل الأموال فى طرق الخير، ولما طال أمر الوباء لشهور متتالية وعجز كبار الأمراء عن مواصلة جهودهم فى دفن الموتى، أصر ابن غراب على القيام بالأمر حتى ولو أنفق كل ماله، واجتهد الرجل فى الأمر اجتهاداً محموداً، حتى صار يضرب بموقفه المثل في تجاوز هذه المحنة فقيل: " فصل ابن غراب " ، حيث فتح مغسلاً في بيته، وكان الحمالون يأتون إليه بمن وافته المنية في الطرقات، فيضعونه على بابه، فيتولى أمرهم، حتى بلغ عدد من واراهم الثرى 12700 نسمة من رجب إلى شوال من السنة المذكورة 806 هـ / 1403م.

## تحكمه بالدولة
| ابن غراب | لا يحب أن يشاركه في الرئاسة أحد. -وصف شيخ المؤرخين تقي الدين المقريزي لابن غراب | ابن غراب |

لا مراء في أن ابن غراب كان هو صاحب الباع الأول فى إخفاء الناصر ثم إعادته إلى السلطنة، ومن ثم فقد نال الحظوة والمرتبة العالية عند السلطان، الذي منحه رتبة أمير مائة مقدم ألف، كما جعله مشيراً، وفوض إليه ما وراء سرير ملكه، وألقى إليه بكافة مقاليد الدولة، وناط به تدبيرجميع شؤونها من غير مراجعته، ولبس سعد الدين الكلفتاه وتقلد بالسيف وترك زي الكتاب عن بعض خواص سعد الدين قال: لما نزل من الخدمة بزي الأمراء سألني بأن قال يا فلان هذه الصفة أحسن أم تلك الصفة؟ فقلت له: لا والله تلك الصفة أحسن وأجمل وأليق بك، فلم يرد الجواب، انتهى كما أصبح ابن غراب بعد تلك الواقعة مولى نعمة لكل من السلطان والأمراء كافة، يمن على أعدائه بأنه أبقى لهم مهجهم بعد عودة الناصر، ويذكر حلفاءه بأنه أعاد إليهم سائر ما سلب منهم من مكانتهم ونفوذهم ووظائفهم، وأنه أمدهم بماله وثرواته في وقت حاجتهم إليه وهروبهم إلى الشام ونزول الفاقة بهم، كما كان الرجل يصرح ويفخر على الجميع بأنه أقام دولة المنصور، وأزال سلطنة الناصر، ثم نقض ما أقام، وأعاد ما هدم ، من غير حاجة ولا ضرورة أجبرته على ما فعل، فكان كما قال المقريزي: كم ثل عرشاً وناطح كبشاً وعالج جبالاً شامخة، واقتلع دولاً من أصولها الراسخة.
انفرد ابن غراب عن سابقيه ولاحقيه من المباشرين في الدولة المملوكية بتقلده أربعاً من كبريات الوظائف الديوانية ذات الأهمية القصوى في السلطنة وهي نظري الخاص والجيش والوزارة وكتابة السر، والتي يعبر عنها بأنها هي الدولة ذاتها، كما كان ثاني النين يجمع بين الوظائف الثلاث الأول في تاريخ الدولة المملوكية حتى عصر ابن تغري بردي ناهيك عن حنكته ودهاته التي مكنته من الجمع بين الوظائف الديوانية والعسكرية ذات الأثر الكبير في الدولة، وعلى رأسها الأستادارية والإشارة ثم الإمرة، وهو أمر فريد، قلما تحقق النظراته المباشرين و تمتع ابن غراب بقدر كبير من الدهاء والحنكة السياسية، مكنته من تجاوز عقبات كادت أن تطيح به من مناصبه غير مرة، وتقضي على حياته، فكان يسترد مكانته ووظائفه سريعاً بوسائل شتى، ويعود سريعاً للمشاركة في شؤون الدولة السياسية، مما يؤكد جدارته بما وصل إليه . وهو أمر لا يتوفر إلا لمن قضى عقوداً طويلة من عمره في مثل أعماله بالرغم من وفاته في سن الثمانة و العشرين.

## وفاته
لما نزل سعد الدين إلى داره لم يركب بالكلفتاه بعد أول مرة، ومرض ولزم الفراش وعاين الناس من تعظيم الأمراء له في مدة مرضه، وفيهم من كبار أمراء الدولة كالأمير يشبك وغيره، وترددهم إليه في كل يوم لعيادته وهم وقوف على أقدامهم، وسرعة استجابتهم لما يأمر به وينهى مالم يعهد يعهد مثله إلا لكبار الملوك والسلاطين، إلى أن توفى ليلة الخميس تاسع عشر شهر رمضان سنة ثمانمائة، ولم يبلغ الثلاثين سنة نزل الناصر فرج بنفسه للصلاة عليه ومعه جل أمراء الدولة، وحمل تابوته على كتفه، وعزم على المضى به قدماً إلى مثواه الأخير، لولا إلحاح الأمراء عليه بأن يصعد إلى القلعة لطول المسافة من المصلى المؤمني تحت القلعة حتى مدفنه بظاهر باب المحروق، كما تناوب الأمراء حمل جثمانه حتى وبعد الثرى، وأجرى الناصر الأرزاق على على أولاده من بعده، ولم يتعرض التركته بشيء مما جرت العادة أن تحدث لمن يموت من المباشرين في الدولة من مصادرة، وذلك اعترافاً بفضله عليه في إعادته إلى السلطنة.
كان شابا جميلا كريما جوادا. ممدحا، رئيسا نالته السعادة في مباشرته، وكان يميل إلى فعل الخير والصدقة لا سيما في الوباء الذي كان في سنة ستة وثمانمائة، فإنه فعل فيه من الخيرات، ما هو مشهور عنه، قيل أنه منذ ولي الوظائف السنية إلى أن مات ما دخل عليه مملوك من المماليك السلطانية في حاجة - كبيراً كان أو صغيرا - إلا وسقاه السكر المذاب ثم يأخذ في قضاء حاجته، رحمه الله تعالى.
لم يذكر المؤرخون من مساوىء لابن غراب غير غدره بسيده جمال الدين محمود، ومحاققته أمام السلطان برقوق، وجوره على بعض أمواله، وكذلك حبه للرئاسة تلك التي دفعته أحياناً إلى عدم التواني عن النيل من خصومه ونكبتهم، كما حدث مع ابن الطبلاوي ويلبغا السالمي، بيد أنه لم يسفك دماً طيلة حياته، وكفى بها من مزية لمن باشر مثل وظائفه، وخاض في شؤون الحكم والسياسة مثل خوضه، فلله دره من رجل قال عنه المقريزي في ختام ترجمته:

## بعض أثاره
- مدرسة وخانقاه ابن غراب - القاهرة: أنشأها سنة (803 هـ / 1400 م) وتقع في شارع درب الجماميز بحي السيدة زينب بمدينة القاهرة، ويتكون تخطيطها من مساحة مستطيلة غير منتظمة، يتوسطها صحن مكشوف يحيط به أربعة إيوانات أكبرها إيوان القبلة، وقد أُلحق بها مجموعة من خلوات الصوفية.
- قبة ابن غراب - القاهرة: أنشأها سنة (808 هـ / 1406 م) ، و تقع في شارع درب الساقية بقرافة المماليك الشرقية بحي منشأة ناصر بمدينة القاهرة.